# Álvaro de Zúñiga
Álvaro de Zúñiga, (in spagnolo: Álvaro de Zúñiga y Guzmán) (Encinas, 1410 – Béjar, 10 giugno 1488), è stato un nobile spagnolo.

## Biografia
Era il figlio di Pedro de Zúñiga, conte di Ledesma e conte di Plasencia, e di sua moglie, Isabel de Guzmán, signora di Gibraleón e figlia di Álvar Pérez de Guzmán.
Fedele servitore di Giovanni II di Castiglia, combattendo con suo padre contro Álvaro de Luna, fu nominato il 22 maggio 1430 Connestabile di Castiglia. Il 9 settembre 1433 lui e il padre si unirono con i Velasco per mettere Giovanni II al suo posto. Álvaro de Luna ordinò l'arresto, nel febbraio 1437, di Pedro Manrique de Lara, che occupava dal 1430 il secondo posto nel consiglio reale.
Pedro Manrique de Lara venne catturato il 13 agosto 1437. Con l'aiuto di Álvaro de Zúñiga, Pedro Manrique tentò la fuga, il 20-21 agosto 1438.
Álvaro de Luna nominò Hernán Álvarez de Toledo, conte di Alba, nel 1439. I Zúñiga e i Álvarez de Toledo iniziarono una dura lotta per il controllo di Salamanca. Trujillo venne offerta a Pedro de Zúñiga in cambio di Ledesma.
Álvaro de Zúñiga con su padre, Pedro de Zúñiga, e con Pedro Manrique e Fadrique Enríquez, prepararono la ribellione della lega della nobiltà contro Álvaro de Luna. La lega della nobiltà, composto da Pedro de Zúñiga, Pietro di Castiglia, Vescovo di Osma, Sancho de Rojas, Vescovo di Astorga, Luís de la Cerda, conte di Medellin, prestarono giuramento il 19 giugno 1439 nell'accettare la mediazione del re di Navarra, Giovanni II e dell'infante Enrico, a cessare i disordini nel regno. Il 21 Settembre 1443 venne firmato il patto di confederazione, per liberare il re Giovanni II e di promettere aiuto reciproco per placare la ribellione.
Alla fine della ribellione, Álvaro de Luna venne condannato a morte. Fu decapitato nella piazza principale di Valladolid, il 3 giugno 1453.
Alla morte del padre, nel luglio del 1453, Álvaro ereditò il titolo.
Con l'ascesa di Enrico IV, Zúñiga partecipò alla guerra di Granada. Le incursioni durano diversi anni. 

I principali membri dell'aristocrazia, tra cui Zúñiga, si incontrano a Alcalá de Henares e crearono una lega per la "causa del Regno" e per "il riconoscimento del principe Alfonso", fratello del re Enrico IV, come "principe delle Asturie e suo successore". Con un decreto reale del principe delle Asturie Alfonso del 13 aprile 1460, Zúñiga ricevette come dono per i servizi forniti le città di Trujillo e Caceres. I membri della Lega, riuniti nel febbraio 1461 a Yepez, elaborarono un programma politico di quattro punti. Tra questi il privilegio di chiedere rispetto ai nobili e il giuramento di Alfonso come principe delle Asturie, erede al trono di Castiglia. Enrico IV accettò e firmò il 26 agosto 1461 un accordo congiunto con la Lega.

Enrico IV nominò, il 3 maggio 1464, Zúñiga primo gentiluomo del Regno.

Nell'inverno del 1465-1466 la guerra civile degenerò in una completa anarchia. Nell'agosto 1466 i moderati dei nobili ribelli decisero di ripristinare il vecchio regime. Attraverso l'arcivescovo di Siviglia, Alfonso de Fonseca, fu organizzato un incontro di riconciliazione tra Enrico IV e Zúñiga, nel maggio 1467 ma non ebbe luogo. Zúñiga decise di accettare il piano di pace dell'arcivescovo di Siviglia, e offrì di offrire al re il suo palazzo come rifugio sicuro. Enrico IV arrivò a Plasencia il 28 dicembre 1467, dove venne ben accolto da Zúñiga, e godette del loro sostegno e ospitalità per quattro mesi in cambio della città di Trujillo. Nell'estate del 1470 il re gli concesse il titolo di duca di Arevalo.
Dopo aver prestato giuramento alla regina Isabella, nel 1485 ricevette il titolo di Duca di Béjar.
Álvaro de Zúñiga morì il 10 giugno 1488 a Béjar.

## Matrimoni
Nel 1429, Álvaro de Zúñiga sposò Leonor Manrique de Lara (1416-?), figlia di Pedro Manrique de Lara e di Leonor di Castiglia. Il matrimonio venne concordato nel gennaio 1428 dai loro genitori per unire le due famiglie. Ebbero nove figli:
- Pedro Manrique de Lara (1430-1488), sposò in prime nozze Teresa de Guzmán, ebbero otto figli, e in seconde nozze María Piementel, non ebbero figli;
- Diego de Zuñiga, sposò Juana de La Cerda, ebbero due figli;
- Leonor de Zuñiga, sposò in prime nozze Juan de Luna y Pimentel, ebbero una figlia, e in seconde nozze Fernando Álvarez de Toledo y Herrera, ebbero due figli;
- António de Zuñiga, sposò Catalina de Ribadeneyra, non ebbero figli;
- Elvira Manrique de Zuñiga, sposò Alfonso de Sotomayor, ebbero due figli;
- Francisco de Zuñiga, sposò María de Sotomayor, ebbero un figlio;
- Álvaro de Zúñiga, sposò Catalina de Ribadeneira, ebbero un figlio;
- Fadrique de Zúñiga;
- Iñigo (nato morto).

Nel 1458 Álvaro de Zúñiga sposò, grazie a una dispensa papale, la nipote Leonor Pimentel (?-31 marzo 1486), figlia di Juan Alonso Pimentel e di Elvira de Zúñiga, sorella di Álvaro. Ebbero quattro figli:
- Juan de Zúñiga y Pimentel (1459-1504);
- Isabel (1460-1500), sposò Fadrique Álvarez de Toledo y Enríquez, ebbero sei figli;
- Fernando de Zúñiga;
- María de Zúñiga (1465-?), sposò Álvaro de Zúñiga[17], non ebbero figli.